# Młodzieszyn (village)
Pour les articles homonymes, voir Młodzieszyn.
Młodzieszyn[mwɔˈd͡ʑeʂɨn] est un village de la gmina Młodzieszyn dans la powiat de Sochaczew et dans la voïvodie de Mazovie.
Il est le siège administratif de la gmina de Młodzieszyn
Sa population est d'environ 1 300 habitants.